# Halocarpus
Halocarpus — рід хвойних рослин родини подокарпових.

## Поширення, екологія
Ендемік Нової Зеландії.

## Морфологія
Дводольні дерева або чагарники в яких плоскі, лінійні листки неповнолітніх дерев поступають різко широкими, лускатими листками дорослої стадії. Пилкові шишки поодинокі або по 2-3 разом на вершинах гілочок з лускоподібним листям, маленькі. Жіночі шишки поодинокі, сидячі. Жіночі шишки зводиться до кількох червонуватих приквіток на вершинах гілочок з лускоподібним листям. Насіння дозріває протягом другого року, блискуче, чорне. Насіння 1-5 в шишці, прямостоячі, оточені набряклим покриттям, який утворює білий або жовтий комір, що й дало назву роду: грец. ἅλς — «море», грец. Καρπός — «фрукт».